# Airco DH.3
O Airco DH.3, foi um bombardeiro bimotor médio britânico projetado durante Primeira Guerra Mundial. Projetado por Geoffrey de Havilland e produzido pela Aircraft Manufacturing Company.

## Projeto e desenvolvimento
Ele foi projetado em 1916. Era um grande biplano bimotor, impulsionado por dois motores Beardmore de 120 HP cada, montados como "pushers" entre as asas, e além de um esqui de pouso na cauda, foram colocadas duas rodas extras abaixo do nariz para evitar batidas.
Um segundo protótipo, designado como: D.H.3A, foi construído utilizando motores Beardmore mais potentes de 160 hp cada, e o Departamento de Guerra formalizou um pedido de 50 unidades. Essa ordem foi cancelada antes que algum fosse produzido, devido a crença de que bombardeios estratégicos não seriam eficazes, e os bimotores impraticáveis. Os dois protótipos foram descartados em 1917.